# 祖堯邨
祖堯邨（英語：Cho Yiu Chuen）由香港房屋協會發展，於1976年至1981年落成的甲類出租屋邨。位於新界葵涌荔景山麗祖路1至5號、念祖街2及3號、榮祖街2至6號。全邨依山而建，佔地18.35公頃。

## 歷史簡介
祖堯邨的名字是用來紀念於1971年12月7日猝死的香港房屋協會始創會員之一的關祖堯爵士（Sir Cho-yiu Kwan）。祖堯邨由巴馬丹拿設計，這個屋邨是第三個房協自資興建的屋邨，但在後期的工程因財政問題而向銀行貸款。
在興建的時候，工程曾為地盤開拓，地基沉箱及上蓋工程進展緩慢等問題而受到延誤，後來房協更建議如承建商能於指定日期前完成工序，即可撤銷以往因承辦此工程因延誤而引致的賠償。而祖堯邨大廈單位，內部裝修未達房協標準，房協因工程已拖延多時為由，不得不把單位勉強接收。

## 屋邨資料

### 樓宇
| 樓宇名稱（座號）          | 門牌號碼  | 樓宇類型                 | 落成年份           | 層數 | 每層伙數 | 每座單位總數（伙）       | 建築師   | 期數 |
| ------------------------- | --------- | ------------------------ | ------------------ | ---- | -------- | ------------------------ | -------- | ---- |
| 啟真樓 （第17-18座）      | 榮祖街6號 | 中央走廊式 及 露臺走廊式 | 1976年末至1977年初 | 13   | 22       | 276 (地面層只有12個單位) | 巴馬丹拿 | 1    |
| 啟光樓 （第15-16座）      | 榮祖街4號 | 中央走廊式 及 露臺走廊式 | 1976年末至1977年初 | 13   | 20       | 260                      | 巴馬丹拿 | 1    |
| 啟廉樓 （第14座）         | 榮祖街2號 | 中央走廊式               | 1977年             | 13   | 12       | 156                      | 巴馬丹拿 | 1    |
| 啟謙樓 （第11-13及13A座） | 麗祖路3號 | 錯層式長型               | 1978年             | 13   | 16       | 208                      | 巴馬丹拿 | 2    |
| 啟恆樓（第8-10座）        | 念祖街3號 | 錯層式長型               | 1979年             | 13   | 36       | 468                      | 巴馬丹拿 | 2    |
| 啟勉樓 （第1-7座）        | 念祖街2號 | 錯層式長型               | 1979年             | 13   | 30       | 390                      | 巴馬丹拿 | 2    |
| 松齡舍                    | 麗祖路5號 | 中央走廊式 及 露臺走廊式 | 1978年             | 3    | (不詳)   | (不詳)                   | 巴馬丹拿 | 2    |
| 啟敬樓 （第19座）         | 麗祖路1號 | 錯層式井字型             | 1981年             | 38   | 20       | 760                      | 巴馬丹拿 | 3    |

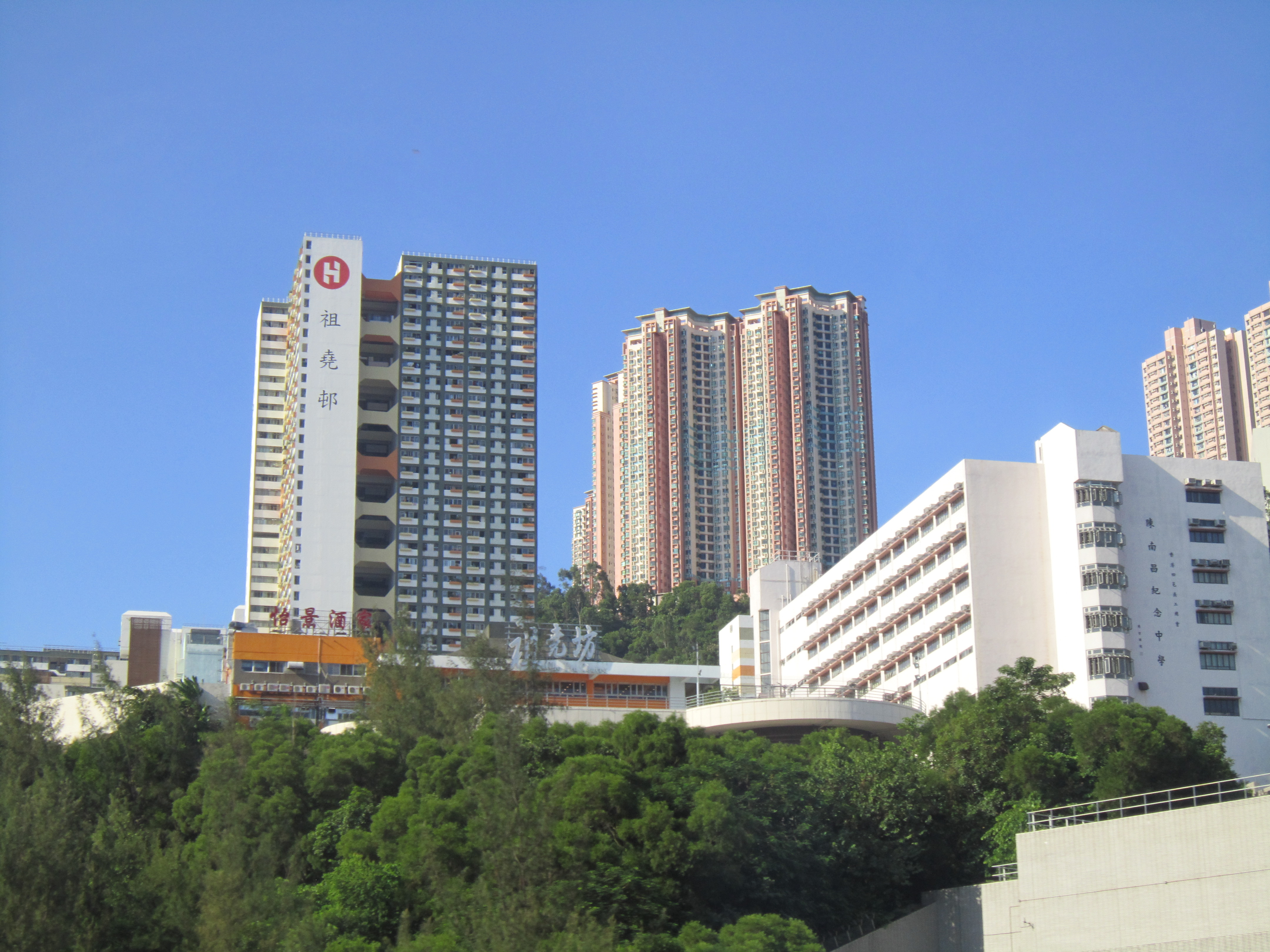
啟敬樓及祖堯坊商場外貌

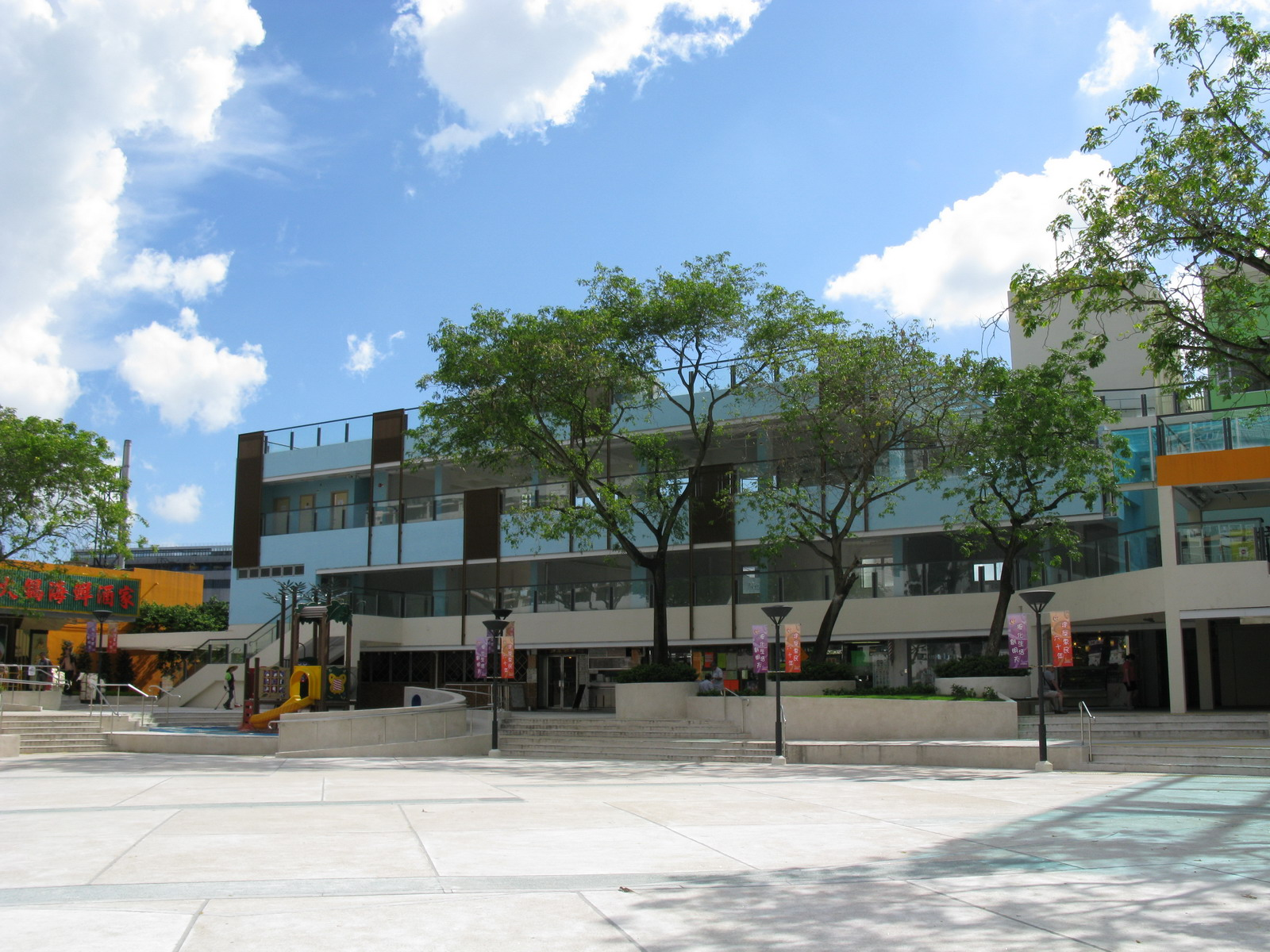
翻新後的祖堯坊內貌

（註：座號為建築時該等樓宇所採用的座號，相關資料從祖堯邨的核准建築圖則中找到。）

### 規劃
位於葵涌荔景山路的祖堯邨，佔地799,277平方呎，以市鎮的概念而設計。祖堯邨設施網絡經過完善的規劃，當中包括商場、學校、運動、娛樂及休閒設施，皆設於屋邨的中心位置，使居民易於到達。
祖堯邨的樓宇高度由3至38層不等，而樓高38層的啟敬樓，更是當時香港及全球最高的公營房屋大廈。全邨19幢樓宇均散佈於不同高度的平臺之上，高低錯落有致，與毗鄰的荔景山互相呼應，製造獨特的視覺效果。
在建築規劃上，祖堯邨的設計概念是在不同層次中，創造出更多的開放空間，所以地盤覆蓋率只有25%。而最大的開放空間是運用於社區設施方面，並藉此提升居住環境質素及讓住客生活於寬敞和舒適的環境之中。
邨內設有全港首個公屋游泳池，規劃可媲美落成時不少私人屋苑，因而贏得香港建築師學會優異獎殊榮。
高密度的住宅大廈，圍繞著低密度的商場中心而建，相映成趣。而中心內更提供了店鋪、街市檔位、酒樓、青少年中心及診所等設施，而園林廣場則環繞該商場中心。

### 行人道系統
由於祖堯邨地勢崎嶇，各座大樓位處不同高度平臺之上，部份平臺更相差10至15層樓高，故特設有蓋行人道系統，沿南北軸線連接不同高度的平臺，貫通各座住宅大樓及商業設施之餘，亦使行人道與車道分隔開，好讓居民出入更加快捷、安全、方便。同時，行人道系統也連接大型升降機，很容易地把住客從一個平臺運載至另一個高度平臺，使居民出入時免受徒步上山之苦。

## 樓宇設計

### 第1期
第1期樓宇採用傳統香港公屋的中央走廊式及露臺式走廊設計，單位面積分3款：約37平方米、58平方米、71.2平方米，而啟光樓翼尾的19室，更是兩個洗手間的71.2平方米大型單位。

### 第2及3期
而第2及3期的設計比較特別。建築師採用了英國的舊式Council flats及新加坡舊式組屋區常見的錯層式及一梯兩伙為一個單元的設計，第2期樓宇啟恆樓、啟勉樓及啟謙樓，高度由6至13層不等，而第3期啟敬樓則為1座38層之高層建築，而第2及3期的每一座樓宇，均由多翼大樓組成，並於每3層設置的空廊或天橋連貫，而每一翼樓宇則由多個單元結合而成。單位面積分3款：約32平方米、40平方米及44平方米，部份近「凱旋門」的單位會多一個面積如廚房、浴室般大的士多房（儲物室），翼尾多為44平方米的中型單位，結構及路徑十分複雜。各單元並由每3層的露臺式走廊連接每3層才有1個的升降機大堂及大廈公用設施（如垃圾房等）。此設計目的是為了加強鄰里守望相助的精神以減低罪案的發生，而開放式大堂也加強了自然通風和採光，各座各翼不同高度令立面更具特色，可以有助減省大廈建築成本及日後大廈設施運作成本。而其缺點就是由每3層才設一個升降機大堂，要途經由九曲十三彎的走廊和樓梯，才能抵達家門，對於弱勢社群人士十分不便。最頂層1條的露臺式走廊，是不設任何上蓋，每逢打風或下雨，住客返家時可謂十分狼狽。
不過縱使如此，這樣的開放式大堂及錯層式設計也影響到其後的房屋署及房協的公營房屋設計。其後由房屋署承建的居者有其屋計劃（居屋）第一期的首個屋苑、落成於1980年的穗禾苑以及翠瑤苑，房屋署承建的公屋興民邨及房協轄下出租屋邨及住宅發售計劃屋苑祈德尊新邨也採用了此類設計。雖然這類設計能大幅節省建築及維修成本，但可惜此類設計要用家上落一至兩層樓梯才能到達目的地，這樣的設計對傷殘人士構成不便，更不符合今日的傷殘人士通道的設計要求，所以時至今日這樣的設計已漸漸淡出全球的公營房屋設計的舞台了。

## 單位設計
祖堯邨包括多款單位設計，由344平方呎的4人單位至766平方呎的10人單位均有提供，全部單位不設房間，讓住客按自己需要間房。單位內均設有露臺，廚房及洗手間連浴缸之設計。其中10人單位更設有兩個洗手間，以適合不同家庭的需要。全邨一共設有2,532個單位，總共能容納人口約16,000名。
- 小型單位（2-3人）：面積32、37平方米
- 中型單位（3-5人）：面積40、44平方米
- 大型單位（5人及以上）：面積58平方米
- 特大型單位（10人及以上）：面積71.2平方米（設有兩個洗手間）

祖堯邨憑其多項獨特設計而榮獲1981年香港建築師學會優異獎。
香港藝人田蕊妮亦曾經居住祖堯邨。

## 祖堯邨商場
由於祖堯邨早在1970年代中至80年代初落成，當時地鐵荃灣綫尚未通車，故當時葵涌往來市區的交通並不方便，所以房協在其中4座商鋪上層，設置26個居住單位，連下層商鋪一起出租，藉此吸引更多商戶在此創業。但隨著交通網絡改善，居民外出購物消遣更方便，使邨內多個商鋪及居住單位長期空置，但近年該等單位已改為一般單位出租。
房協方面鑑於祖堯邨商場等設施老化，故由2006年年中起，分期為祖堯邨商場作大型翻新。第一期的翻新工程，已於2008年年中完成，並且命名為「祖堯坊」。

## 社區設施
祖堯邨整個發展計劃也會包括育嬰院、幼稚園、小學、中學、青少年中心、遊樂場、長者居住單位、花園及泳池的社區設施，以迎合現代基本生活需求。而祖堯邨更成為房協首個設有游泳池及長者居住單位的屋邨。
- 學校
  - 祖堯天主教小學 （页面存档备份，存于）
  - 陳南昌紀念中學

已結束
- 世佛會慈氏育嬰園
- 祖堯邨衛理幼兒園
- 社會服務機構
  - 香港小童群益會南葵涌綜合服務中心 （页面存档备份，存于）
  - 扶康會祖堯成人訓練中心 （页面存档备份，存于）
  - 浸信會愛羣社會服務處麗瑤長者鄰舍中心
- 康樂設施
  - 長者康樂室及禮堂
  - 兒童遊樂場
  - 休憩場公園
  - 游泳池
- 社區設施
  - 荔景社區會堂（民政事務總署管理）
  - 荔景體育館（康樂及文化事務署管理）
  - 荔景山路遊樂場（康樂及文化事務署管理）
  - 郵筒
- 商業設施
  - 購物中心
  - 酒樓
  - 快餐店
  - 超級市場
  - 百佳超級市場
  - 佳寶

已結束
- - 南聯超級市場
  - 便利店
  - 停車場

### 松齡舍
「松齡舍」是房協首座度身訂造的獨立式的長者單位大廈，主要對象為身體健全的長者。該舍樓高3層，主要由3組樓群組成，每組的中央位置及外圍設有庭園、花圃，供長者休息和社交之用，在中間的1組更設有斜路貫通各層，使長者出入更安全和方便。松齡舍單位面積劃一為15.7平方米，單位內設有開放式廚房、儲物間及洗手間連浴缸之設計，更有位置供晾衣之用。由於松齡舍屋頂是斜面的，所以全部頂層單位樓底較其他樓層為高。此外，松齡舍設有長者休息室，供長者休息、活動和社交之用。松齡舍並設有舍監照顧住客之起居需要及安排活動給住客。

## 區域分界爭議
葵青區南面以呈祥道為界，一些人視為九龍的地區，如華荔邨、荔欣苑、荔灣花園、華豐園等位於荔園原址的住宅以及九華徑及鐘山臺一帶，都是全屬於新界葵青區。反而位於上述地區以西的清麗苑是屬於九龍深水埗區。
荔景山區居民概念爭議：
由於祖堯邨（包括由荔景、麗瑤及瑪嘉烈醫院一帶），過往未取消電話地區字頭時是跟隨九龍區的「3」字區域，居民早已根深柢固，在寫地址時常常把荔景、葵芳等寫成九龍荔景、九龍華景山莊、華員邨等並不罕見，但這其實是錯誤的，因為電話公司只是商業機構。最切實的是九龍不可能建有丁屋，但葵青區仍存有丁屋。

## 名人
- 田蕊妮：香港藝人，前亞洲電視及前無綫電視女藝員
- 崔錦棠：香港藝人，前香港三項鐵人代表隊成員及教練

## 外部連結
- 香港建築師學會年獎一覽表
- 房協祖堯邨資料 （页面存档备份，存于）
- 香港地方：房協屋村介紹 （页面存档备份，存于）

22°20′41″N 114°07′48″E / 22.34459°N 114.129922°E
1. ↑  因地基工程出現問題，延至1977年才落成
2. ↑  當中有130個為年長者單位，1個舍監宿舍